# University of San Diego Women's Volleyball 2022
Questa voce raccoglie le informazioni riguardanti la University of San Diego Women's Volleyball nella stagione 2022.

## Stagione
La University of Dan Diego partecipa per la trentottesima volta alla West Coast Conference, conquistando il suo dodicesimo titolo di conference.
Le Toreros approdano così al torneo NCAA Division I come testa di serie numero 2, ospitando i primi due turni della fase regionale, dove superano in quattro set sia la Northern Colorado e che la Washington State. Superano per la prima volta le Sweet Sixteen grazie a una vittoria in tre sulla Kentucky, mentre nella Elite Eight estromettono dalla corsa al titolo le padrone di casa della Stanford, vincendo al tie-break.
Qualificate alla prima Final four della propria storia, le Toreros vengono eliminate in quattro set in semifinale per mano della Texas, in seguito vincitrice del titolo nazionale.

## Organigramma societario
Area direttiva
- Presidente: Bill McGillis

Area tecnica
- Allenatore: Jennifer Petrie
- Allenatore associato: Alfredo Reft
- Assistente allenatore: Jimmy Lundgren
- Assistente studente laureato: Katie Oleksak
- Assistente allenatore volontario: Brett Alderman
- Preparatore atletico: Danielle Murray

## Rosa
| N° | Nome              | Ruolo | Data di nascita | Nazionalità sportiva | Anno             |
| -- | ----------------- | ----- | --------------- | -------------------- | ---------------- |
| 1  | Gabby Goddard     | C     | 1º ottobre 2000 | Stati Uniti          | Senior           |
| 2  | Annie Benbow      | L     | 14 ottobre 1999 | Stati Uniti          | Senior           |
| 3  | Kylie Pries       | S     | -               | Stati Uniti          | Junior           |
| 4  | Alex Hoglund      | P     | -               | Stati Uniti          | Junior           |
| 5  | Anna Jaworowski   | L     | -               | Stati Uniti          | Sophomore        |
| 7  | Leyla Blackwell   | C     | -               | Stati Uniti          | Junior           |
| 8  | Haylee Stoner     | C     | -               | Stati Uniti          | Sophomore        |
| 9  | Olivia Bennett    | L     | -               | Stati Uniti          | Freshman         |
| 10 | Kate Galvin       | L     | -               | Stati Uniti          | Freshman         |
| 11 | Grace Frohling    | O     | 16 aprile 2001  | Stati Uniti          | Senior           |
| 12 | Isadora Terçariol | P     | 20 gennaio 2001 | Brasile              | Junior           |
| 13 | Gabrielle Blossom | P     | 4 agosto 1999   | Stati Uniti          | Graduate student |
| 14 | Breana Edwards    | S     | 23 marzo 2000   | Stati Uniti          | Graduate student |
| 15 | Grace Oliva       | O     | -               | Stati Uniti          | Freshman         |
| 17 | Maya Kitna        | C     | -               | Stati Uniti          | Freshman         |
| 18 | Katie Lukes       | S     | 12 agosto 2000  | Stati Uniti          | Senior           |
| 19 | Madi Allen        | L     | -               | Stati Uniti          | Junior           |
| 20 | Annika Hester     | S     | -               | Stati Uniti          | Sophomore        |

## Mercato
| Acquisti | Acquisti          | Acquisti               | Acquisti   |
| R.       | Nome              | da                     | Modalità   |
| -------- | ----------------- | ---------------------- | ---------- |
| L        | Madi Allen        | Brigham Young          | definitivo |
| L        | Olivia Bennett    | Bryan Station HS       | definitivo |
| P        | Gabrielle Blossom | Penn State             | definitivo |
| S        | Breana Edwards    | Indiana                | definitivo |
| L        | Kate Galvin       | Millard North HS       | definitivo |
| C        | Maya Kitna        | Sandra Day O'Connor HS | definitivo |
| O        | Grace Oliva       | Marin Catholic HS      | definitivo |

| Cessioni | Cessioni       | Cessioni        | Cessioni   |
| R.       | Nome           | a               | Modalità   |
| -------- | -------------- | --------------- | ---------- |
| P        | Laura Madill   | -               | ritirata   |
| L        | Camryn Tastad  | -               | ritirata   |
| C        | Lauren Turner  | -               | ritirata   |
| C        | Elly Schraeder | San Diego State | definitivo |
| S        | Emily Wilson   | Central Florida | definitivo |

## Statistiche

### Statistiche di squadra
| Competizione                          | Punti | In casa | In casa | In casa | In trasferta | In trasferta | In trasferta | Campo neutro | Campo neutro | Campo neutro | Totale | Totale | Totale |
| Competizione                          | Punti | G       | V       | P       | G            | V            | P            | G            | V            | P            | G      | V      | P      |
| ------------------------------------- | ----- | ------- | ------- | ------- | ------------ | ------------ | ------------ | ------------ | ------------ | ------------ | ------ | ------ | ------ |
| West Coast Conference NCAA Division I | .939  | 16      | 16      | 0       | 12           | 11           | 1            | 5            | 4            | 1            | 33     | 31     | 2      |
| Totale                                | .939  | 16      | 16      | 0       | 12           | 11           | 1            | 5            | 4            | 1            | 33     | 31     | 2      |

G = partite giocate; V = partite vinte; P = partite perse

### Statistiche dei giocatori
| Giocatrice    | West Coast Conference NCAA Division I | West Coast Conference NCAA Division I | West Coast Conference NCAA Division I | West Coast Conference NCAA Division I | West Coast Conference NCAA Division I | Totale | Totale | Totale | Totale | Totale |
| Giocatrice    | P                                     | PT                                    | AV                                    | MV                                    | BV                                    | P      | PT     | AV     | MV     | BV     |
| ------------- | ------------------------------------- | ------------------------------------- | ------------------------------------- | ------------------------------------- | ------------------------------------- | ------ | ------ | ------ | ------ | ------ |
| M. Allen      | 33                                    | 36                                    | 3                                     | 0                                     | 33                                    | 33     | 36     | 3      | 0      | 33     |
| A. Benbow     | 33                                    | 25                                    | 1                                     | 0                                     | 24                                    | 33     | 25     | 1      | 0      | 24     |
| O. Bennett    | 33                                    | 0                                     | 0                                     | 0                                     | 0                                     | 33     | 0      | 0      | 0      | 0      |
| L. Blackwell  | 33                                    | 332                                   | 232                                   | 100                                   | 0                                     | 33     | 332    | 232    | 100    | 0      |
| G. Blossom    | 33                                    | 75,5                                  | 17                                    | 24,5                                  | 34                                    | 33     | 75,5   | 17     | 24,5   | 34     |
| B. Edwards    | 33                                    | 417,5                                 | 381                                   | 35,5                                  | 1                                     | 33     | 417,5  | 381    | 35,5   | 1      |
| G. Frohling   | 33                                    | 451,5                                 | 357                                   | 59,5                                  | 35                                    | 33     | 451,5  | 357    | 59,5   | 35     |
| K. Galvin     | 1                                     | 0                                     | 0                                     | 0                                     | 0                                     | 1      | 0      | 0      | 0      | 0      |
| G. Goddard    | 9                                     | 20                                    | 15                                    | 5                                     | 0                                     | 9      | 20     | 15     | 5      | 0      |
| A. Hoglund    | 33                                    | 11                                    | 0                                     | 0                                     | 11                                    | 33     | 11     | 0      | 0      | 11     |
| A. Jaworowski | 7                                     | 0                                     | 0                                     | 0                                     | 0                                     | 7      | 0      | 0      | 0      | 0      |
| K. Lukes      | 33                                    | 471,5                                 | 426                                   | 32,5                                  | 13                                    | 33     | 471,5  | 426    | 32,5   | 13     |
| G. Oliva      | 1                                     | 0                                     | 0                                     | 0                                     | 0                                     | 1      | 0      | 0      | 0      | 0      |
| K. Pries      | 33                                    | 35,5                                  | 12                                    | 2,5                                   | 21                                    | 33     | 35,5   | 12     | 2,5    | 21     |
| H. Stoner     | 32                                    | 231                                   | 159                                   | 61                                    | 11                                    | 32     | 231    | 159    | 61     | 11     |

P = presenze; PT = punti totali; AV = attacchi vincenti; MV = muri vincenti; BV = battute vincenti

NB: I muri singoli valgono una unità di punto, mentre i muri doppi e tripli valgono mezza unità di punto; anche i giocatori nel ruolo di libero sono impegnati al servizio